# Apolysis xanthogaster
Apolysis xanthogaster är en tvåvingeart som beskrevs av Hesse 1938. Apolysis xanthogaster ingår i släktet Apolysis och familjen svävflugor. Inga underarter finns listade i Catalogue of Life.